# Nivel nacional
Nivel Nacional es el tercer disco como solista del músico peruano Pelo Madueño, lanzado en el 2012.

## Listado de canciones
| Nivel nacional |                                           |                                      |               |          |  |
| N.º            | Título                                    | Escritor(es)                         | Productor(es) | Duración |  |
| 1.             | «Calavera reggaetón»                      | Pelo Madueño                         |               | 3:51     |  |
| 2.             | «Es por amor»                             | Pelo Madueño                         |               | 2:40     |  |
| 3.             | «Valet parking»                           | Pelo Madueño                         |               | 4:33     |  |
| 4.             | «Nivel nacional»                          | Pelo Madueño                         |               | 4:07     |  |
| 5.             | «Solo necesito una señal»                 | Pelo Madueño                         | Kike Robles   | 4:11     |  |
| 6.             | «Un beso y una flor»                      | José Luis Armenteros / Pablo Herrero |               | 3:54     |  |
| 7.             | «Las respuestas no están en el horizonte» | Pelo Madueño                         |               | 2:41     |  |
| 8.             | «Arena y blue»                            | Pelo Madueño                         |               | 3:11     |  |
| 9.             | «Halcón peregrino»                        | Pelo Madueño                         |               | 4:28     |  |
| 10.            | «Todo por ti»                             | Pelo Madueño                         |               | 4:38     |  |
| 11.            | «Sol de abril»                            | Pelo Madueño                         |               | 2:46     |  |
| 12.            | «Nada para olvidar»                       | Pelo Madueño                         |               | 2:44     |  |